# Das unbewohnte Haus
Das unbewohnte Haus lautet der Titel eines Stummfilms aus der Harry Hill-Reihe, den Valy Arnheim 1920 nach einem Drehbuch von Paul Rosenhayn mit Marga Lindt und sich selber in den Hauptrollen realisierte.

## Handlung
Harry Hill klärt einen geheimnisvollen Mord auf, bei dem ein Ehemann den Jugendfreund seiner Frau mit einem Tatwerkzeug ganz raffinierter Art aus der Welt schafft: mit einem Eisstück, das nach der Tat schmilzt und sich in einer Wasserlache auflöst, womit es sich den Ermittlungen entzieht.

## Produktion und Veröffentlichung
Der Film wurde von der Valy Arnheim-Film GmbH (Berlin) des Produzenten Richard Spelling produziert und von George Greenbaum photographiert. Edmund Heuberger schuf das Szenenbild. Außenaufnahmen wurden in der Lützowstraße in Berlin sowie in der Landgemeinde Schierke im Harz gedreht.
Der Film lag der Polizei Berlin im Mai 1920 in der Originallänge von 1600 Metern vor, die ihn unter der Nummer BZ.43981, allerdings unter Jugendverbot, zuließ. Die Reichsfilmzensur Berlin bekräftigte am 5. Juli 1921, trotz Verkürzung auf 1583 Meter nach Schnitten, das Jugendverbot unter der Nummer B.03073.
Der Film wurde am 26. Juli 1920 in Leipzig in der Alberthalle uraufgeführt.
Eine Annonce der U.T. Lichtspiele Magdeburg, Große Storchstraße, in der Volksstimme, Sozialdemokratisches Organ für den Regierungsbezirk Magdeburg, 32. Jg. Nr. 123, vom Sonntag, den 29. Mai 1921, kündigte an:
„Harri [sic] Hill, genannt der Todesflieger, in seinem sensationellsten Detektiv-Schlager ‚Das unbewohnte Haus‘, 5 Akte. Ferner: Der blasse Albert. Kriminal-Drama, 5 Akte!“
Der Film lief im mährischen Brünn / Brno unter dem Titel Zločin v osamělé vile 1923 im Lichtspieltheater „Apollo“, Nádražní náměstí

## Rezeption
Der Film findet in mehreren Filmportalen und Fachmagazinen Erwähnung. Dazu zählen unter anderem Der Film (No. 33, 1920), Film-Handel (No. 9, 1920), Filmkurier (No. 164, 1920), Filmtechnik (No. 4, 1920), Film und Presse (No. 7 &8, 1920), Kino-Briefe (No. 41&42, 1920), Kinematograph (No. 708, 1920), Kino-Journal (No. 636, 1922) und
Der Film-Bote (No. 39, 1922).
Zudem ist er bei Birett, Verzeichnis in Deutschland gelaufener Filme, (München) No. 303, 1920 und No. 473, 1920 sowie bei Lamprecht Vol. 20 No. 80 registriert.
Das Kino Journal (Nr. 635 vom 30. September 1922) schrieb zum Film:

„Ein außerordentlich spannendes, geschickt aufgebautes Detektivdrama mit Harry Hill, das allen Übertreibungen sorgfältig aus dem Weg geht.
Neben Harry Hill, der den Geheimpolizisten glänzend darstellt, tritt in dem Film Marga Lindt als Trägerin der weiblichen Hauptrolle auf, ihren Part glänzend beherrschend. Die Regie führt Valy Arnheim.“

Ein Inserat der Verleihanstalt Presto-Film A. Haymsen, Wien VII im Kino-Journal Nr. 636 vom 7. Oktober 1922 auf S. 13 nennt den Titel zusammen mit zwei anderen Harry Hill-Filmen:

„Wir haben mit großem Erfolge vorgeführt:
Das Haus des Grauens - Harry Hill

Die Hölle von Mexiko - Detektiv

Die Banditen von New York - Sensationen

und erscheint

Das Haus des Grauens - Harry Hill-Marga Lindt

am 1. Dezember 1922.“

Auch in Der Filmbote (Nr. 45 vom 11. November 1922) wird der Erfolg des Films gerühmt und bereits ein nächster Film der Reihe angekündigt:

„Das Erzählmotiv des Eiszapfenmordes ist bis auf den heutigen Tag lebendig geblieben und beinahe eine Art von urban legend geworden“

(Quelle)